# 新盧特基夫卡
48°21′20″N 31°7′0″E / 48.35556°N 31.11667°E
新盧特基夫卡（烏克蘭語：Новолутківка），是烏克蘭中部的村莊，隸屬基洛夫格勒州的新烏克蘭卡區。該村始建於1891年，面積1.51平方公里，海拔高度177米，2001年人口551，人口密度每平方公里364.9人。